# Servage
Pour les articles homonymes, voir Serf (homonymie).

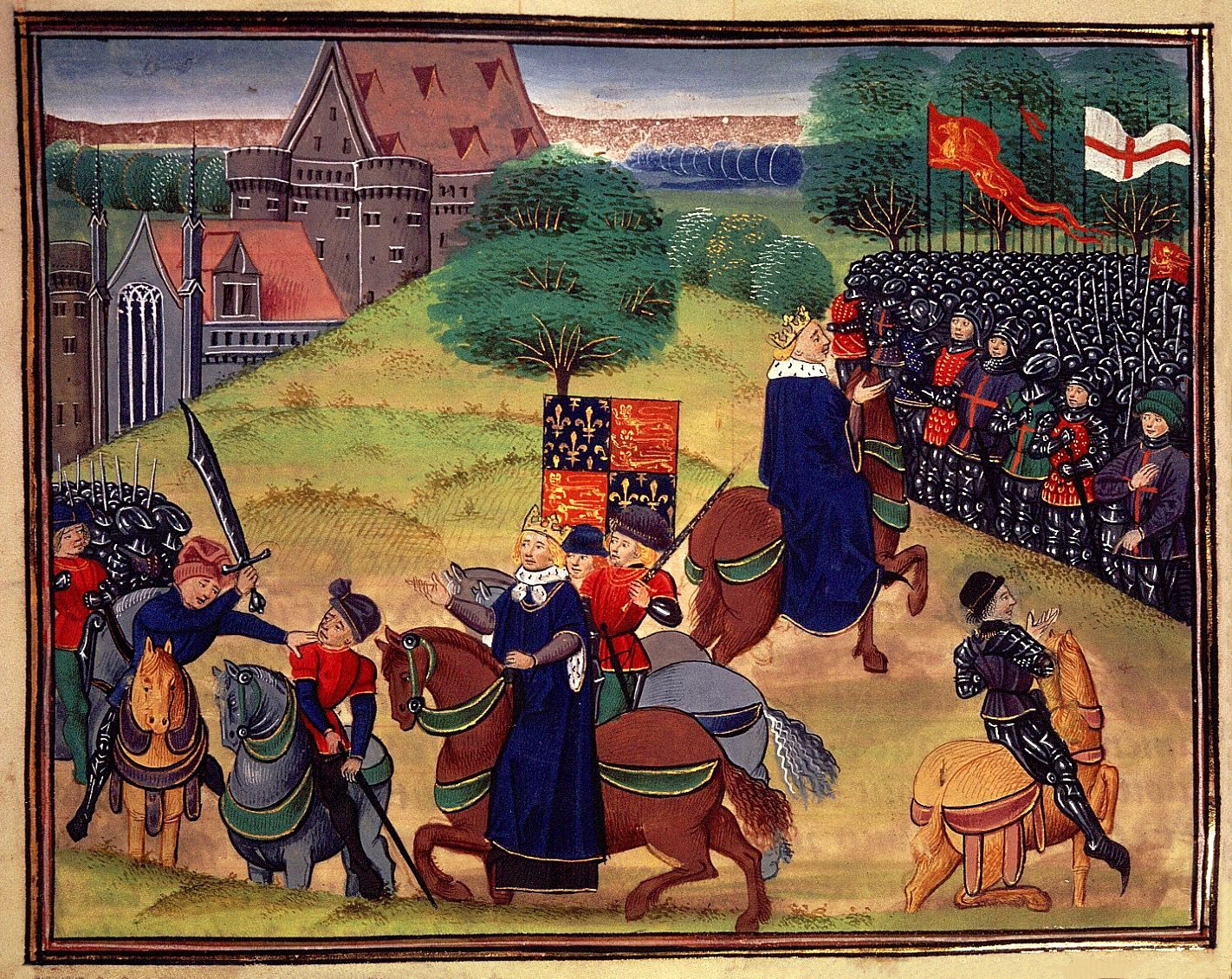
Assassinat de Wat Tyler par Walworth sous l'œil de Richard II, qui, s'adressant à la foule, lui ment sur ce meurtre. Wat Tyler revendiquait l'abolition du servage lors de la révolte des paysans, en Grande-Bretagne en 1381.

Le servage (du latin servus "celui qui sert", originellement "esclave") est défini par la convention supplémentaire relative à l'abolition de l'esclavage des Nations unies concernant aussi le servage comme la « condition de quiconque est tenu par la loi, la coutume ou un accord, de vivre et de travailler sur une terre appartenant à une autre personne et de fournir à cette autre personne, contre rémunération ou gratuitement, certains services déterminés, sans pouvoir changer sa condition ».
Le « servage » désigne à partir du Moyen Âge la condition des paysans attachés à un manse servile, terre qu'ils cultivent et ne peuvent quitter.

## Origines
À la fin de l'Empire romain, le statut de colon évolue. Désormais, les colons sont liés juridiquement à la terre qu'ils exploitent ou au propriétaire de la terre, dans une forme qui préfigure le servage. Les troubles sociaux et les invasions qui accompagnent le déclin de l'empire poussent les grands propriétaires à se retirer dans leurs domaines (villa), dont ils organisent eux-mêmes la défense. Des esclaves en fuite et des familles de paysans viennent trouver refuge sur ces domaines. En même temps que se met en place le système féodal, le seigneur alloue à chaque famille un lot de terre qu'elle peut cultiver pour son compte en échange d'une part de la récolte et de temps de travail (corvée) sur les terres du seigneur. Les enfants des paysans héritent ce statut de leurs parents et conservent leur terre à condition de payer la mainmorte. Cette dépendance est formellement définie au travers du chevage ou cens servile et inscrite sur le terrier (registre seigneurial). Le chevage comme le cens des paysans libres donne lieu à un paiement annuel (part de récolte ou somme forfaitaire non réévaluable).

## Différences entre servage et esclavage

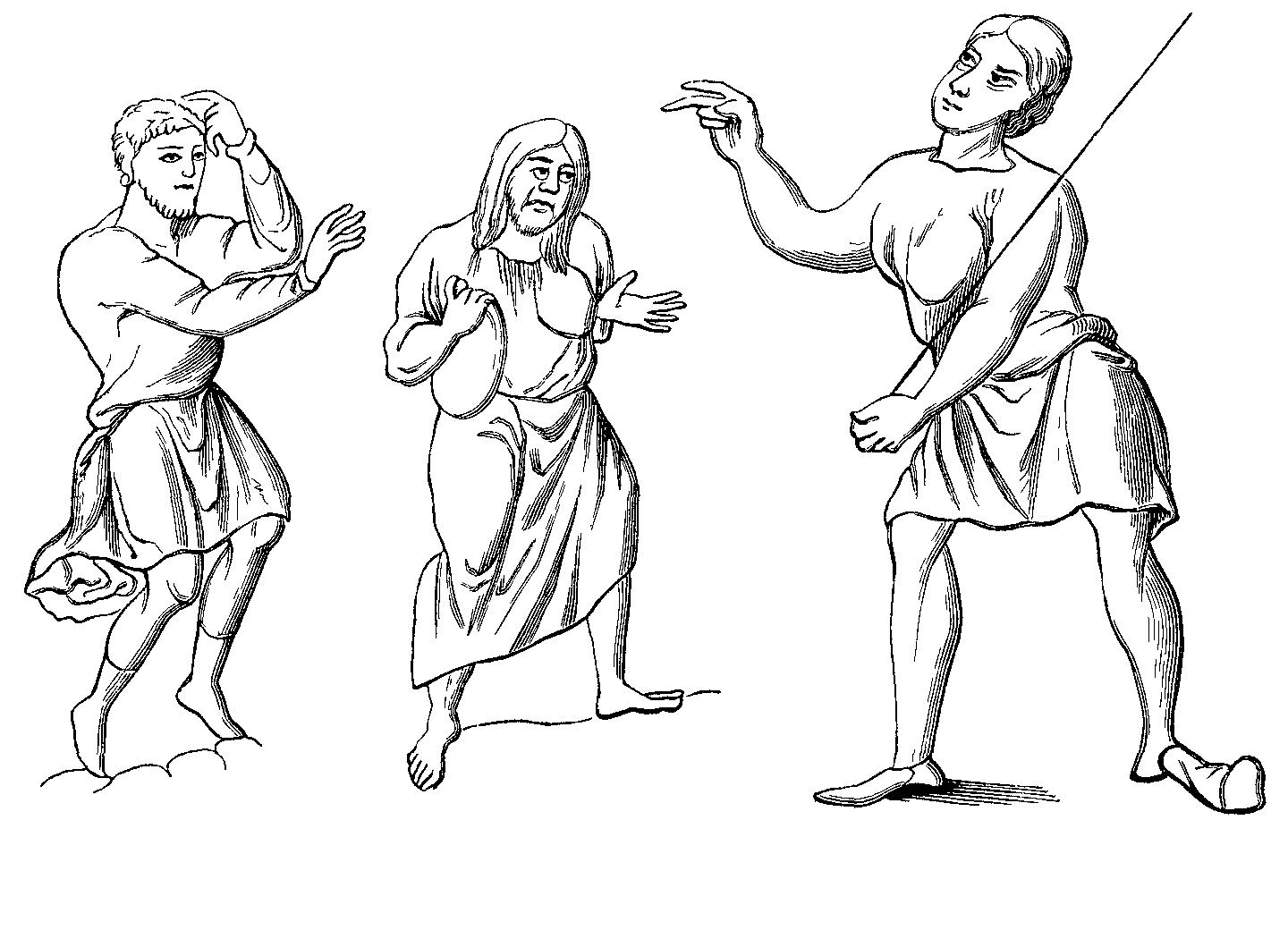
Esclaves et serfs du sixième au douzième siècle : illustrations recueillies par H. de Vielcastel, de documents originaux dispersés dans les grandes bibliothèques européennes.

Le servage est une institution caractérisant l'organisation socio-économique du Moyen Âge et qui subsiste au Tibet jusqu'en 1959, toutefois le terme de serfs, appliqué aux paysans tibétains, est contesté par certains tibétologues occidentaux, qui préfèrent celui de gens du commun ou sujets […].
La différence entre le servage et l'esclavage n'est pas évidente. Selon le Larousse, la différence se situe au niveau du statut juridique du serf, qui n'est pas assimilé à une chose comme l'était l'esclave et dispose d'une personnalité juridique. Il ne peut se marier sans l'autorisation de son maître ni transmettre ses biens, il ne peut quitter la seigneurie non plus mais en revanche, il ne peut être vendu. Ce n'est cependant pas vrai partout. En Russie et en Angleterre[réf. nécessaire], les serfs pouvaient être vendus comme des esclaves et pouvaient être exploités et violentés sans aucun droit sur leur propre corps.
Les critères de différenciation ne font pas l'unanimité. Selon d'autres auteurs, « esclave » n'est qu'un synonyme tardif de « serf », consécutivement à la mise en servage de slaves par les peuples germaniques, du temps d'Othon le Grand et de ses successeurs.
À partir du XIIIe siècle, les serfs sont soumis de plus en plus à une taxe arbitraire appelée taille, qui devient annuelle à partir de 1439. Les seigneurs ont le droit de mainmorte, en vertu duquel les serfs ne peuvent pas transmettre leurs biens. En échange, le seigneur protège le serf des brigands et lui doit son assistance alimentaire. Ainsi, le serf n'appartient pas à son seigneur, mais est attaché à la terre (souvent un fief, dont le propriétaire ultime est plus haut dans la chaîne de vassalité), la contrepartie étant qu'il ne peut être chassé de cette terre, puisqu'il ne fait qu'un avec elle ; en outre, il possède des biens, peut exercer une action et témoigner en justice, peut contracter (mariages, contrats de vente) plus ou moins librement (le plus souvent entre serfs).
Sa condition de servage pouvait elle-même faire l'objet d'un contrat. Mais s'il n'est pas nécessairement complètement dénué de droit d'héritage, celui-ci est dans tous les cas fortement limité, en particulier par l'échute : en l'absence d'héritier direct, ses biens reviennent à son seigneur lors de son décès. Ce qui lie le serf à son seigneur se trouve à la base de la pyramide féodale. Cette fidélité, comme tout lien féodal, a une contrepartie : le seigneur lui doit protection.
L'Église chrétienne d'Occident des premiers siècles non seulement ne s'oppose ni à l’esclavage ni au servage, mais s'en sert elle-même. Saint Paul interdit aux esclaves de s’interroger sur la justice ou l’injustice de leur situation ; et à sa suite les têtes pensantes de l’Église l'approuvent sur la base tautologique suivante : « L’asservissement est une peine. Celui qui a perdu la guerre est donc puni. Il faut que cette punition ait été acceptée par Dieu puisqu'il est tout puissant. Or Dieu est juste et il ne peut pas se tromper. Il faut donc que celui qui a subi la défaite soit coupable »[réf. nécessaire]. Le concile de Gangres (362), puis un autre concile vers 650, interdisent formellement d'utiliser même la religion pour inciter un esclave à quitter son maître. L’Église va un pas plus loin en utilisant elle-même l’asservissement comme punition[réf. nécessaire] : les femmes d'hommes devenus diacres doivent être réduites à l’esclavage si leurs hommes continuent à les fréquenter[réf. nécessaire] ; les enfants nés d'un homme d’Église et d'une femme libre ou esclave, doivent être déshérités et asservis leur vie durant dans l’Église de ce prêtre[réf. nécessaire]. En 443, le pape Léon Ier interdit que les esclaves soient ordonnés membres du clergé, en mettant l'ordination sous la condition de dignitas natalia et morum.
Quelques Pères de l’Église d'Orient sont plus critiques. Grégoire de Nazianze (330-390) réfute le bien-fondé de l'esclavage, qu'il voit comme une tyrannie. Saint Grégoire de Nysse (335-395) est le plus virulent : soulignant l'égalité entre les humains, il renverse entièrement la position de l’Église officielle : posséder des esclaves est un péché.
Toutefois, au IVe siècle, saint Ambroise (†397) condamne l’asservissement des chrétiens. Léon III (795-816) et le concile de Latran[Lequel ?] s'opposent à ce que des chrétiens possèdent d'autres chrétiens, ce qui n'a pas empêché l'institution du servage d'exister dans les terres dominées par le christianisme. Il faut malgré tout attendre le Xe siècle pour que l'Église en arrive à considérer officiellement comme un homicide le fait d'enlever un chrétien ou le vendre (mais ceci ne s'applique pas aux non-chrétiens). Certains, comme Alcuin, conseiller de Charlemagne à la tête de l'Académie palatine, ou Raban Maur, autre artisan important de la « Renaissance carolingienne », considéraient l'esclavage et le servage comme légitimes ; d'autres, tels l'évêque Jonas d'Orléans ou Agobard de Lyon pensaient qu'on devait traiter un esclave de la même façon qu'un homme libre ; de façon marginale, Smaragde, l'abbé de Saint-Mihiel, réclamait jusqu'à l'abrogation de l'esclavage. Mais un abbé de Vézelay affirme de l'un de ses serfs : « Il est mien de la plante des pieds au sommet du crâne ».
Selon l'historien Paul Allard (1913) et d'autres (Marc Bloch, Pierre Bonnassie, Fossier…), le servage, d'origine romaine, a coexisté un temps avec l'esclavage, étant lié de très près avec le colonat. Au IVe siècle, une loi de Valentinien et Gratien aurait renforcé l'institution du colonat, en interdisant aux propriétaires de vendre des esclaves ruraux sans les terres cultivées par eux.
Contrairement aux serfs, les esclaves sont la propriété privée d'un maître. En effet, les esclaves sont des outils vivants aux yeux des maîtres. Ce ne sont pas des personnes mais des biens meubles, comparables aux animaux domestiques, ils sont traités comme ceux-ci. À la ville et dans les campagnes, dans les ateliers, sur les navires, aux champs, les esclaves féminins ainsi que masculins, exclus du peuple, figuraient parmi les instruments de production. Là où le travail n'était pas imposé par la nécessité, l'esclavage n'existait pas. Les esclaves peuvent être achetés, vendus, négociés ou offerts en cadeau…[réf. nécessaire]
L'Église, opposée à l'esclavage et propriétaire de nombreuses terres disposant de serfs, aurait alors accordé à ces derniers, un certain nombre de droits, notamment ceux relatifs à l'héritage et au mariage. À la fin du XIXe et au début du XXe siècle, un débat opposait toutefois Ernest Renan et Ettore Cicotti (it) d'un côté, et Paul Allard de l'autre, au sujet des serfs de l'Église : les premiers pensaient que les serfs de l'Église obtenaient moins facilement la liberté que les autres, tandis qu'Allard affirmait que le principe d'inaliénabilité, issu du droit canon, pouvait être assoupli, et qu'on ne pouvait déduire du concile d'Épaone (417) que les esclaves ou les serfs des monastères ne pouvaient être affranchis. Selon P. Allard (1913), le Polyptyque d'Irminon, inventaire de biens rédigé au IXe siècle par l'abbé de Saint-Germain-des-Prés, montre une grande variété des statuts de serfs dans l'Église. Mais c'est, selon lui, saint Benoît d'Aniane, moine bénédictin des VIIIe et IXe siècles, qui marque une rupture, en refusant que son monastère, fondé en 807, possède des serfs.

## Servage personnel ou servage réel

### Servage personnel
Dans le servage personnel, c'est la personne qui a le statut de serf, indépendamment de son activité ou de sa profession. Le serf est attaché à une terre qu'il doit exploiter soit à son propre compte soit, plus rarement, au compte de son seigneur. Il est soumis à l'obligation juridique d'y rester, et doit accepter son nouveau seigneur quand cette terre est léguée ou vendue. Ce statut est héréditaire.
Pour devenir libre, le serf devait acheter sa « franchise », ou alors s'enfuir. En effet, le seigneur avait « droit de suite », lequel l’autorisait à poursuivre celui qui était en fuite de son domaine, et des accords d’« entrecours » par lesquels les seigneurs s’engageaient à se livrer mutuellement les fugitifs. Toutefois, à partir du Xe siècle, l'Église crée avec le roi et les comtes des terres de refuges ou sauvetés qui permettent à ceux qui s'y installent de s'affranchir des effets du droit de suite et les rend ainsi libres, eux et leurs familles. C'est le développement du nombre des sauvetés, des villefranches puis des bastides qui fera disparaître complètement le servage.

### Servage réel
Dans le servage réel, le servage est un droit réel, ou plutôt une restriction des droits attachés à un domaine foncier, en particulier le droit d'aliéner. Il se transmet avec la propriété de celui-ci. Un homme libre qui acquiert une tenure servile devient serf. En plus de certaines servitudes, ce droit réel consiste essentiellement dans le fait de ne pas pouvoir vendre sa terre ou sa maison à un tiers, ni la léguer à son successeur. À la mort du serf, tous ses biens immeubles reviennent au seigneur qui, presque toujours, les concède à nouveau à ses enfants capables de lui succéder. Le servage réel était plus connu sous l'appellation de mainmorte ou d'aubaine. Les terres non libres, ou de mainmortes, étaient aussi appelées « précaires » et correspondaient au statut de louage qui a été généralisé après la Révolution par le Code civil de 1804. Celui qui était serf à titre réel avait exactement les mêmes droits civils et politiques qu'un homme libre.

## Le servage vu par le marxisme
Succédant à l'esclavage, le servage, dans l'analyse marxiste, représente l'une des trois formes d'exploitation du travail avec l'esclavage précisément et le salariat. Le concept d'exploitation désigne dans cette pensée l'inégalité entre la valeur produite par le travailleur et les rétributions qui lui sont allouées. Dans le cadre de l'esclavage et du servage, cette inégalité prend notamment la forme d'un travail sans rétribution ou travail gratuit. Toutefois, le rapport de production propre à l'esclavage est plus simple que celui du travail gratuit occasionnel qui est fait par les serfs. Le serf est contraint de travailler gratuitement sur les terres du seigneur et de lui donner en nature une partie de sa propre récolte. Pour indiquer ce travail gratuit, on dit qu'il est soumis à la corvée seigneuriale : entretien du château, des douves ou des bois, …

## Variances et persistance
Les spécificités du servage ont grandement varié à travers époques, régions et dans le temps long étudié ici : autour de l'an Mille. En certains pays, le servage était mixte, fusionné avec (ou en échange) des corvées ou des taxes. En temps de guerre, il fournissait le plus fort de l'effectif militaire.

### Asie

#### Chine et Tibet
Plusieurs manuscrits découverts dans les grottes de Mogao à Dunhuang, dans le Gansu concernent l'esclavage ou le servage sous les Tang et au Xe siècle.
Des observateurs occidentaux comme le journaliste militaire britannique Edmund Candler, qui séjourna dans la capitale tibétaine en 1904, l'alpiniste autrichien Heinrich Harrer qui vécut à Lhassa dans la deuxième moitié des années 1940, Robert W. Ford, un Britannique employé par le gouvernement tibétain comme opérateur radio dans la ville de Chamdo, dans le Kham, à la fin des années 1940, témoignent dans leurs écrits de l'existence d'un système féodal fondé sur le servage dans ce pays. Ce système de servage a été décrit par divers tibétologues, dont l'Américain Melvyn Goldstein ou le Chinois Yuan Sha. Cependant, selon Goldstein, le système politique tibétain du XXe siècle ne peut être catégorisé comme étant féodal car le Tibet était alors une sorte d'État centralisé. Geoffrey Samuel, spécialiste de l'étude des religions, estime pour sa part que le Tibet, même au début du XXe siècle, n'était pas constitué d’un seul État, mais plutôt de plusieurs districts, et que le système juridique de Lhassa, avec ses droits fiscaux et de propriété terrienne, ne s'est pas étendu à l’ensemble du pays.
Selon le sociologue chinois Rong Ma (en), avant 1959, la société tibétaine se divisait en deux grands groupes, d'une part les abbés et les nobles, d'autre part les mi-ser, répartis en trois sous-groupes :
- les tre-ba[24], serfs attachés de façon héréditaire au domaine d'un monastère ou d'une famille noble ; outre un lopin personnel, ils travaillaient la terre du seigneur (la réserve) gratuitement et fournissaient divers services (corvées) au seigneur ou au gouvernement ;
- les du-jung[25], au statut de serfs héréditaires mais qui, moyennant une redevance et la fourniture de corvées à leur seigneur d'origine, pouvaient louer de la terre ou s'embaucher auprès d'un tre-ba ;
- les nangsan[26], domestiques attachés de façon héréditaire à un manoir et ayant le statut d'esclaves[27].

Selon Rong Ma, à la différence des paysans tibétains, les paysans Han étaient juridiquement libres. Même lorsqu'ils étaient très pauvres et avaient à payer un loyer élevé pour la terre qu'ils prenaient en bail au seigneur, même lorsqu'ils vivaient dans des conditions effroyables, il y avait une différence de taille entre ces derniers et leurs homologues tibétains : s'ils ne louaient pas de terre à un seigneur, ils n'étaient pas tenus de payer quoi que ce soit à ce dernier, et ils étaient libres de s'en aller. Aucun paysan Han ne souhaitait s'installer au Tibet pour se retrouver serf : il n'en existe aucun exemple dans la littérature. L'absence de migration interne d'agriculteurs Han au Tibet explique la grande homogénéité ethnique au Tibet.
Dans une conversation avec Thomas Laird, le 14e dalaï-lama affirme que, selon des personnes ayant voyagé en Chine et au Tibet dans les années 1940, les paysans tibétains étaient bien plus riches que leurs homologues chinois et qu'ils étaient dans une certaine mesure à l'abri de la famine alors que pauvreté et disette étaient monnaie courante en Chine. Il ajoute que les rapports entre serfs et maître en Chine étaient bien pires qu'au Tibet car du fait de la lutte des classes après la révolution les serfs étaient animés d'une grande haine contre les seigneurs alors qu'au Tibet la majorité des serfs avaient essayé de protéger les propriétaires.
À partir de 1959, après avoir réprimé ce qu'il qualifie de révolte de l'ancienne classe privilégiée de l'ancien Tibet, le gouvernement communiste déclare avoir mis en place au Tibet une série de réformes, notamment l'abolition du servage. Selon l'encyclopédie Larousse en ligne, parmi les réformes sociales et économiques entreprises au Tibet ou Xizang à l'instigation de Pékin figure une réforme agraire qui dépossède les grands propriétaires et libère les serfs, encore nombreux sous le régime des lamas.
Une controverse existe sur la terminologie à employer pour définir le statut et les conditions de vie de cette partie de la population. Le débat est devenu un argument politique dans la confrontation entre la république populaire de Chine et le gouvernement tibétain en exil ainsi qu'un sujet de discussion pour quelques universitaires sur la notion même de servage, au sens occidental, dans le cadre de l'ancien Tibet. Selon Katia Buffetrille, tibétologue et ethnologue à l'École pratique des hautes études, le terme de « serfs », appliqué aux paysans, est contesté par certains tibétologues, qui préfèrent celui de « gens du commun » ou « sujets ». Katia Buffetrile indique que les paysans étaient « héréditairement liés à la terre » et devaient des taxes essentiellement sous forme de travail dont celui de la terre. Les taxes et corvées concernaient les familles et non pas les individus.

#### Bhoutan
Au Bhoutan, le roi Jigme Dorji Wangchuck abolit, en 1956, le servage et l'esclavage, décréta l'interdiction de toutes les appellations péjoratives associées aux serfs, réorganisa la propriété terrienne en distribuant les terres des grands propriétaires et des institutions monastiques.

#### Népal
Dans les zones tibétaines du Népal, les serfs furent émancipés dans les années 1960. Le journaliste Thomas Laird a enquêté sur les anciens serfs du Mustang, région où les seigneurs possédaient les terres, les maisons des serfs et régissaient tous les aspects de la vie de ces derniers.
En 2008, le gouvernement népalais décide d’abolir le système de servage des paysans sans-terre connus sous le nom d’haliyas.

### Europe

#### Bretagne
Le duché de Bretagne vit la disparition du servage dès le Xe siècle, sous le règne d'Alain Barbetorte,.

#### France
En France, le servage a fortement diminué avec l'essor économique de la fin du Moyen Âge qui permit aux serfs de racheter leur liberté (voir aussi le rappel de l'interdiction de la servitude sous Louis X, 1315), l'esclavage de traite ayant disparu au milieu du XIe siècle et le servage étant progressivement remplacé par l'ordre des laboratores qui offre librement son travail en échange de garanties assurant des moyens élémentaires d'existence. Un acte d'affranchissement, appelé « lettres de manumission » leur est remis.
Le servage personnel avait disparu après la guerre de Cent Ans, car le manque de main-d'œuvre (la Grande Peste à elle seule a emporté entre 1/4 et 1/3 de la population) a favorisé la concurrence entre nobles et le débauchage des serfs. À cette époque, les nobles du voisinage proposaient aux serfs de racheter leur contrat pour venir s'installer librement sur leurs nombreuses terres en friche, ce qui obligeait le noble local à faire de même pour conserver son personnel. Plus généralement, les autorités ecclésiastiques et royales créaient des sauvetés, des villefranches et accordaient des lettres de franchises à des villes existantes, afin d'attirer et de fixer sur leur territoire toute la population servile ou mécontente de son sort. En Aquitaine, on voit les rois de France et d'Angleterre faire assaut de concurrence en créant une multitude de bastides dotées du plus grand nombre de privilèges et d'exemptions fiscales pour attirer la population.
Par l'Édit du 8 août 1779, le roi Louis XVI abolit le servage (c'est-à-dire la « servitude personnelle et réelle ») sur les domaines royaux de France. Refusant l'abolition sans distinction de la servitude personnelle, il abolit toutefois dans tout le royaume le « droit de suite », et affranchit tous les « main-mortables [les serfs] des domaines du roi », ainsi que les « hommes de corps », les « mortaillables » et les « taillables » [d'où vient l'expression « taillable et corvéable à merci »]. Cette ordonnance avait été favorisée par l'intervention de Voltaire, qui avait plaidé en 1778 la cause des serfs du Mont-Jura et de l'abbaye de Saint-Claude. L'ordonnance de Louis XVI montre qu'« excepté certains cas », les serfs étaient privés du droit d'héritage. Il autorise en outre les titulaires de domaines engagés qui se croiraient « lésés » par cette réforme à remettre au roi les domaines concernés en échange de contreparties financières. Afin de favoriser l'imitation de son acte royal d'affranchissement des serfs dans les domaines royaux, l'ordonnance précise que « considérant bien moins ces affranchissements comme une aliénation, que comme un retour au droit naturel, nous avons exempté ces sortes d'actes [d'affranchissement] des formalités et des taxes auxquelles l'antique sévérité des maximes féodales les avaient assujettis ».
Néanmoins, l'ordonnance ne fut guère appliquée, car il aurait fallu que le roi rachète aux propriétaires supérieurs des terres en mainmorte la valeur patrimoniale de ce droit qui revenait à rendre tous les fermiers des abbayes propriétaires du domaine qu'ils exploitaient.
À la veille de la Révolution, le vrai servage, c'est-à-dire le servage personnel, avait complètement disparu depuis plus de cinq siècles, sauf dans les îles d'Amérique où il existait des esclaves régis par le statut du Code noir. L'abolition des privilèges lors de la célèbre nuit du 4 août 1789 n'a donc eu aucun effet sur l'abolition du servage.
En métropole, le servage qui subsistait était un servage réel qui consistait dans la persistance de terres qui étaient détenues en mainmorte ou en précaires. Autrement dit, leur possesseur ne pouvait pas les aliéner en les vendant ou en les léguant à leurs enfants. Le plus souvent, les biens fonciers, terres ou maisons, étaient détenus en censive, c'est-à-dire comme une propriété héréditaire avec la charge de payer au seigneur une redevance fixe annuelle assez modique et inchangée depuis le XIIIe siècle. Les terres ou les maisons sous statut servile étaient l'équivalent des censives, sauf qu'elles étaient inaliénables, comme actuellement pour un locataire qui ne peut pas revendre son titre d'occupation ou sous-louer.
Lors de la vente des biens nationaux, c'est l'ancien statut de servage réel, rebaptisé « louage d'ouvrage » puis fermage, qui a été préféré et généralisé en 1801 par le Code civil des Français : l'ancien seigneur ayant été remplacé par un bourgeois propriétaire et l'ancien censitaire par un locataire libre, c'est-à-dire précaire.

##### Un exemple précis: l'abbaye de Saint-Germain-des-Prés auIXesiècle
Le Polyptyque d'Irminon, inventaire des domaines de l'abbaye de Saint-Germain-des-Prés effectué au IXe siècle, aurait compté 600 esclaves selon Bathild Bouniol (1872), et aucun selon Paul Allard (1913). Bouniol affirme que 10 000 personnes, « hommes libres, colons, lides (demi-serfs), serfs et esclaves » y vivaient. Allard compte, quant à lui, et à partir du même document, 120 ménages tenus en servitude sur 2 800 environ.
Selon Bathild Bouniol :

« Les sujets de l'abbaye n'avaient pas à se plaindre de leur condition, relativement heureuse, car comme le dit très bien l'écrivain déjà cité (Gabourg : Histoire de Paris, t. 1er) : « Alors que l'Église exerçait sur le pauvre une autorité pleine de mansuétude et disputait le terrain aux envahissements de la force brutale et du sabre, cette grande puissance territoriale attestait, quoi qu'on puisse dire, un incontestable progrès social. L'Église, en effet, assurait seule aux masses un peu de sécurité et de paix ; elle stipulait pour le faible et pour l'opprimé, et ne cessait de transformer l'esclavage en servage, le servage en colonat. »

#### Pologne et Lituanie
En Pologne-Lituanie, existait le statut de serf-paysan. Ainsi, sur les domaines seigneuriaux, le nombre de jours de servage dans la semaine était limité et variable avec les époques, allant d'un jour ou moins d'un jour à six jours. Le reste du temps, le cultivateur pouvait s'occuper de son lopin personnel. Or, le temps seigneurial eut toujours tendance à s'alourdir : par exemple, si au XIIIe siècle, ce temps n'était que de quelques jours dans l'année, au XIVe siècle d'un jour par semaine, il était de quatre jours par semaine au XVIIe siècle et de six au XVIIIe siècle. En principe, le septième jour étant consacré au repos, le serf-paysan ne pouvait plus cultiver son lopin personnel.
En revanche, le nombre de jours de servage ne fut jamais limité sur le domaine royal.

#### Royaume-Uni
Le Parlement d'Angleterre adopta en 1259 les Provisions de Westminster, qui comprennent les premières dispositions légales relatives à la mainmorte. En 1381, la Révolte des paysans, lors de la guerre de Cent Ans, qui voit les serfs s'emparer de Londres afin de réclamer l'abolition du servage, est écrasée. Celui-ci perdura, et n'a été définitivement aboli en Angleterre en 1574, par Élisabeth Ire, et en Écosse par George III, à la fin du XVIIIe siècle.

#### Saint-Empire romain germanique
Le droit allemand distinguait, le « serf passif » et le « serf réel ». Mais seul le « serf réel » possédait des droits sociaux et/ou politiques à l'instar des hommes libres.
Ainsi, le « serf passif » travaillait sur la réserve d’un seigneur, et était donc obligé de payer, outre les charges au seigneur, un impôt public, la Bede ou le Schatzung ; alors que le « serf réel » ne travaillait pas sur la réserve d’un seigneur, mais exploitait les terres de la ferme sous toutes sortes de baux (louage, métayage, fermage, etc.). Le grand juriste allemand Justus Möser (Osnabrück, 1720 – 1794) s'est constamment attaché dans ses écrits, non littéraires, à définir, et si possible développer, les capacités politiques et sociales liées à ces deux formes de servage.

#### Scandinavie et Finlande
Le servage est étroitement lié au féodalisme. Dans la péninsule scandinave (Norvège et Suède) et en Finlande, contrées où le féodalisme ne fut jamais vraiment établi, le servage n'a guère existé, sauf en période d'hégémonie danoise sur une partie du territoire de ses voisins du nord. Car au Danemark la noblesse toute puissante a réduit ses paysans au servage.
De plus, en Suède, une forme de contrat proche du servage a existé entre le XVIIIe siècle et jusqu'en 1945, le statare.

### Russie
Dans l'Empire russe, le servage généralisé, touchant des millions de personnes (les « âmes »), a duré du début du XVIIe siècle jusqu'en 1861. Lors de son abolition par Alexandre II le 19 février 1861, on estimait à 40 % de la population le nombre de serfs[réf. incomplète].
En 1785, un rapport remis à Catherine II de Russie précise :

« Les effectifs de l’armée russe sont de 500 000 hommes avec 9 % de nobles, 3 % de bourgeois et 50 % de serfs ; le reste de soldats. »

## Dates d'émancipation des serfs dans différents pays et régions
- Xe siècle : duché de Bretagne
- XIIe siècle : duché de Normandie
- XIVe siècle : France
- 1574 : Angleterre : 1574
- 1746 : Valachie : 1746
- 1749 : Moldavie : 1749
- 1771 : Piémont-Sardaigne : 19 décembre 1771
- 1781 : Archiduché d'Autriche. Première abolition : 1er novembre 1781 (1848)
- 1781 : Royaume de Bohême. Première abolition : 1er novembre 1781 (1848)
- 1783 : Margraviat de Bade : 23 juillet 1783
- 1788 : Danemark : 20 juin 1788
- 1789 : Territoires rattachés à la France : 3 novembre 1789 (1779)
- 1798 : Suisse : 4 mai 1798
- 1804 : Schleswig-Holstein : 19 décembre 1804
- 1807 : Duché de Varsovie (Pologne) : 21 décembre 1807[49]
- 1807 : Royaume de Prusse : 9 octobre 1807 (1811-1823)
- 1807 : Mecklembourg : octobre 1807 (1820)
- 1808 : Royaume de Bavière : 31 août 1808
- 1812 : Duché de Nassau : 1er septembre 1812
- 1816 : Gouvernement d'Estonie (Empire russe) : 23 mars 1816
- 1817 : Gouvernement de Courlande (Empire russe) : 25 août 1817
- 1817 : Royaume de Wurtemberg : 18 novembre 1817
- 1819 : Gouvernement de Livonie (Empire russe) : 26 mars 1819
- 1820 : Mecklembourg : abolition effective en 1820 (1807)
- 1823 : Royaume de Prusse : abolition effective en 1811-1823 (1807)
- 1831 : Royaume de Hanovre : 1831
- 1832 : Royaume de Saxe : 17 mars 1832
- 1835 : Royaume d'Hawaï
- 1846 : Tunisie : Le bey Ahmed Ier abolit l'esclavage le 24 janvier 1846[50]
- 1848 : Royaume de Hongrie. Première abolition : 11 avril 1848
- 1848 : Croatie : 8 mai 1848
- 1848 : Empire d'Autriche. Deuxième abolition : 7 septembre 1848 (1781)
- 1848 : Royaume de Bohême. Deuxième abolition : 1848 (1781)
- 1853 : Royaume de Hongrie. Deuxième abolition : 2 mars 1853
- 1858 : Bulgarie : 1858 : de jure par l’Empire ottoman (1880)
- 1861 : Empire russe : 19 février 1861
- 1862 : Tonga : 1862
- 1864 : Royaume du Congrès : 1864
- 1880 : Bulgarie : de facto en 1880 (1858 de jure)
- 1918 : Bosnie-Herzégovine : 1918
- 1923 : Afghanistan : 1923
- 1956 : Bhoutan : 1956
- 1959 : Tibet : 28 mars 1959
- 2008 : Népal